# Garcia Rodrigues Velho Filho
Garcia Rodrigues Velho Filho (nascido em data desconhecida – São Paulo, 1671) foi um bandeirante paulista.
Era filho de Garcia Rodrigues Velho e de Catarina Dias.
Fez diversas entradas ao sertão, além de ter sido muito saliente na luta entre os Pires e os Camargo.
Casou-se com Maria Betting (Betim), filha de Geraldo Betting (Bettinck), holandês e de Custódia Dias, neta de João Ramalho e Suzana Dias (esta, filha do cacique Tibiriçá).
Tem sua geração descrita por Silva Leme no volume VII pg 452 de sua «Genealogia Paulistana». Ele e Maria Betim foram pais de Maria Garcia Rodrigues Betting, esposa de Fernão Dias, e de Garcia Rodrigues Velho Neto.
No livro de Silva Leme não aparece todos os filhos do casal que teve 9 ao todo:
1. Miguel Rodrigues Velho, que casou em 1707 em Santo Amaro com Ignez Barreto, f.ª de Francisco Barreto e de Maria Rodrigues.
2. Maria Garcia Betim, foi casada com o capitão governador Fernão Dias Paes.
3. Jorge Rodrigues Velho foi casado com Beatriz (ou Maria) de Borba
4. Antonio Rodrigues Velho.
5. Anna Maria Rodrigues Garcia foi casada com João Paes Rodrigues.
6. Custodia Dias, foi casada com o capitão Gregório de Castro Corrêa. Batizada em 30.12.1644, na capela da Assunção (Sé) em SP (B1-24v) FS 31. Madrinha: Custódia Dias, sua avó materna (neta de João Ramalho).
7. José Rodrigues Betim casou-se com Mariana de Freitas de Azevedo. Batizado a 20.07.1653, na capela da Assunção (Sé) em SP (B1-88) FS 58. Madrinha: Maria Garcia, sua irmã e o esposo desta, Fernão Dias Paes.
8. Coronel Garcia Rodrigues Velho 0 Moço, nasceu em São Paulo e foi batizado na Igreja Matriz pelo Padre Manoel Nunes no dia 06-05-1639 e foram seus padrinhos João Pires e Custodia Dias sua avó. Em 1662 Garcia recebeu parte dos bens de seu pai e tomou posse das casas e chãos no centro de São Paulo, o que eram uma das condições para entrar para a vida monástica. Não foi encontrado a resposta do Prelado e não se sabe o porquê ele não se habilitou para a vida sacerdotal.
9. Benta, batizada em Junho de 1648 na capela da Assunção (Sé) em SP (B1-48v) FS 56. Padrinhos: Inácio Bandeira e Maria (?)).